# Río Kurdzhips
El río Kurdzhips (del ruso: Курджипс) es un río de la República de Adiguesia y el krai de Krasnodar, en el Cáucaso Norte de Rusia, afluente por la izquierda del Bélaya, de la cuenca del Kubán.

## Curso
Tiene una longitud de 108 km. Nace en la vertiente norte de la cordillera principal del Gran Cáucaso (44°02′00″N 40°00′00″E / 44.03333, 40.00000), en la meseta Lago-Naki, situada en los contrafuertes de la cordillera Abadzesh (2376 m). El río en su curso superior, tras recibir numerosos manantiales en la meseta, se abre camino por pintorescos cañones. Casi todo el valle del río está cubierto de frondosos bosques. Según desciende el río aumenta la cantidad de especies foliáceas mientras que en el curso superior predomina el pino albar. En la primera parte del río abunda la  caza: ciervos, jabalíes, osos, etc. Desemboca a la altura de Krasnoktiabrski (44°35′09″N 40°03′12″E / 44.58583, 40.05333), frente a Maikop, la capital de Adiguesia.
Tiene 84 afluentes, los más considerables son: el Mezmaika, el Sújaya Balka, el Morozka, el Jakodz, el Pritsuja y el Luchka. 
A orillas del río se encuentran las localidades (de fuente a desembocadura: Mezmai, Nizhegorodskaya, Krasni Daguestán, Dagestánskaya, Kurdzhipskaya, Krasni Most, Sadovi, Tabachni y Krasnoktbriaski.